# Goicelu
Goicelu – wieś w Rumunii, w okręgu Buzău, w gminie Sărulești. W 2011 roku liczyła 214 mieszkańców.